# キタアンティルスライダー
キタアンティルスライダー（学名：Trachemys decussata）は、ヌマガメ科アカミミガメ属に分類されるカメ。

## 分布
- T. d. angusta　タコスライダー

模式産地はピナール・デル・リオ州（タコ川）。イギリス（グランドケイマン島、ケイマンブラック島）、キューバ（ピナール・デル・リオ州、ラ・アバナ州西部、フベントゥド島）
- T. d. decussata　キューバスライダ

キューバ（ピナール・デル・リオ州、ラ・アバナ州西部を除くキューバ島および周辺の島嶼）

## 形態
最大甲長39cm。オスよりもメスの方が大型になり、オスは最大でも甲長27-28cm程。項甲板は細長く長方形に近い等脚台形。第1椎甲板は縦幅と横幅が同じくらいで第2-4椎甲板も縦幅と横幅が同じもしくは縦幅がやや長いが、第5椎甲板は縦幅に比べ横幅が大幅に長くなる。後部縁甲板はやや尖る。背甲の甲板には成長輪が明瞭で、初生甲板から放射状に皺が入る。背甲の色彩は緑褐色や褐色一色。縁甲板下部と橋に灰色の輪状の斑紋が入る。
頭部はやや大型。上顎の先端は僅かに凹み、二股に分かれる。側頭部に黄色い2-3本ずつの筋模様と鼓膜上部に明色の斑紋が入る。
幼体は椎甲板に筋状の盛り上がり（キール）があり後部縁甲板の突起がより明瞭。成長に伴いキールは消失し、縁甲板も突起が残ることが多いものの滑らかになる。また幼体は椎甲板に筋模様、肋甲板に不鮮明な眼状斑、肋甲板にアルファベットの「C」字状の斑紋が入るが成長に伴い消失する。さらに腹甲の継ぎ目（シーム）沿いに暗色の斑紋が入るが、成長に伴い消失する、腹甲の斑紋は橋や縁甲板下部を除いて消失することが多い。オスは前肢の爪が伸長し湾曲する。オスの成体は多くの個体で黒化（メラニズム）し、背甲の色彩は黒や暗褐色になり頭部や四肢の斑紋も不鮮明になる。
- T. d. angusta　タコスライダー

背甲はやや盛り上がり、横幅は細長い。腹甲の色彩は淡黄色で、シームのみ黒い。皮膚の色彩は灰褐色で、鼓膜上部の斑紋は薄い灰色で不明瞭。
- T. d. decussata　キューバスライダー

背甲はやや扁平で、やや横幅が広い。腹甲の色彩は淡黄色や灰褐色で、シームのみ黒いがその周囲に不鮮明な暗色斑が入ることもある。皮膚の色彩は緑味を帯びた灰褐色や濃い緑褐色で、鼓膜上部の斑紋はオレンジ色や淡黄色。

## 亜種
- Trachemys decussata angusta　(Barbour & Carr, 1940)　タコスライダー　Taco River slider
- Trachemys decussata decussata　(Gray, 1831)　キューバスライダー　Common Cuban slider

## 生態
低地にある底質が柔らかく水生植物の繁茂し河川や湖、池沼等に生息するが、汽水域で見られることもある（特にケイマン諸島）。水辺や岩、流木等で日光浴することを好む。一部の地域では夏季に林床の腐植土や藪地に穴を掘って潜り夏眠する。
食性は雑食で、昆虫類、魚類、水生植物等を食べる。成長に伴い植物食傾向が強くなる。
繁殖形態は卵生。オスはメスの正面で前肢を振るわせて求愛し、メスがオスを受け入れるとオスはメスに乗り交尾する。4-7月の乾季の終わりから雨季の始まりにかけて卵を産む。卵は7-9月の雨季に孵化する。

## 人間との関係
生息地では食用とされることもある。
ペットとして飼育されることもあり、日本にも輸入されている。キューバの個体は輸出に政府の許可が必要で、ケイマン諸島では自然保護区として捕獲が厳重に規制されている。そのため流通は世界的に見ても少なく、アメリカ合衆国やヨーロッパで繁殖された個体が稀に流通する。